# سد الارکون
سد الارکون (به اسپانیایی: Alarcón Dam) یک سد وزنی در اسپانیا است که در Alarcón واقع شده‌است.